# Фінансово-правові відносини
Фінансово-правові відносини — це суспільні відносини, що виникають при залученні, розподілі, використанні фондів грошових коштів і врегульовані нормами фінансового права.
Фінансові правовідносини в механізмі правового впливу на державні фінанси виконують три основні функції:
1. вказують на коло осіб, на яких у конкретний час розповсюджується дія фінансово-правової норми;
2. закріплюють конкретну поведінку юридичних осіб і громадян у галузі мобілізації, розподілу і використання фондів коштів, якої вони повинні додержуватися;
3. є умовою для можливості приведення в дію юридичних засобів забезпечення суб'єктивних прав і правових обов'язків учасників фінансових правовідносин.

Суб'єкти фінансово-правових відносин — це особи, які беруть участь у конкретних правовідносинах і є носіями фінансових обов'язків і прав.
Суб'єкти фінансових правовідносин поділяються:
- суспільно-територіальні утворення;
- колективні суб'єкти;
- індивідуальні суб'єкти.

Об'єкт фінансово-правових відносин — це фонди коштів, які формуються, розподіляються і використовуються внаслідок реалізації суб'єктивних прав фінансово-кредитних органів і юридичних обов'язків другої сторони фінансових правовідносин.
Володіючи загальними з іншими правовідносинами рисами, фінансові правовідносини мають певну, властиву лише їм специфіку.
Основними особливостями фінансово-правових відносин є:
1. Фінансові правовідносини виникають у процесі фінансової діяльності держави.
2. Однією із сторін у фінансових правовідносинах завжди виступає держава або її уповноважений орган.
3. У фінансових правовідносинах не буває рівності сторін.
4. Фінансові правовідносини виражають організуючу роль держави в розподілі й перерозподілі національного доходу країни;
5. Фінансові відносини носять державно-владний майновий (грошовий) характер, тому ці суспільні відносини можна визначити як владно-майнові.
6. Права та обов'язки сторін фінансових правовідносин визначаються безпосередньо законом або нормативно-правовим актом. Тому виникнення, зміна і припинення фінансових правовідносин завжди пов'язані із законом або іншим нормативно-правовим актом.

Сукупність указаних рис визначають специфіку фінансових правовідносин. Жодна з них окремо не може охарактеризувати фінансово-правові відносини повною мірою.